# Kenga magjike
Kënga Magjike (en español: Canción mágica) es un concurso musical anual de Albania. Es uno de los eventos musicales más importantes del país, junto al Festivali I Këngës.

## Historia

### 1999-2005
A lo largo de su historia, varias emisoras se han encargado de la producción y emisión del evento, incluidas RTSH (que emitió la primera edición), TV Klan, TVA, RTV NRG, RTV21, RTK, así como muchas estaciones de radio. Desde 2004 es producido y emitido por TV Klan.
Kënga Magjike fue creado por el cantante, compositor, presentador y organizador Ardit Gjebrea y comenzó a emitirse en 1999. Suele emitirse cada noviembre, con algunas excepciones. Inicialmente, se transmitía como un evento de tres o cuatro noches, similar al Festivali I Këngës. Sin embargo, en 2005 se introdujo un nuevo formato para la presentación de las canciones. Cada canción se emitía un mes antes de las semifinales y la final en una edición especial llamada "Duke Pritur Kënga Magjike..." (Esperando la Canción Mágica... ), que ofrecía a los espectadores la oportunidad de votar por las canciones que pasarían a las semifinales por teléfono, mensaje de texto o en línea en la página web oficial del festival. Un jurado también fue utilizado para determinar qué canciones pasarían a la siguiente fase.

### 2006-presente
El anterior formato fue posteriormente reemplazado por el sistema actual, donde grupos de canciones se presentan semanalmente en el programa E Diela Shqiptare de TV Klan, presentado por Ardit Gjebrea. Los cantantes consagrados pasan automáticamente a las semifinales, mientras que los recién llegados deben confiar en el veredicto de un jurado profesional. Una vez determinados los semifinalistas y presentados sus actuaciones, son los propios cantantes quienes deben votarse entre sí mediante un sistema de puntuación del 1 al 30 (omitiendo 23, 25, 27, 28 y 29) para determinar las dos canciones que llegarán a la final y su clasificación final. El jurado profesional, los organizadores del festival y la cadena de televisión son los encargados de determinar los premios que se otorgarán a cada finalista.
Tras las críticas por el uso de playback en las actuaciones, los organizadores decidieron limitar su uso a la fase de presentaciones semanales a partir de 2015. Los cantantes consagrados pueden usar playback en esta fase, mientras que los debutantes deben cantar en directo para ser evaluados por el jurado. Sin embargo, en las semifinales y la final las canciones deben ser cantadas en directo por cantantes consagrados y debutantes. 
El festival ha sido elogiado por la variedad musical que ha traído al público, ofreciendo una gran mezcla de cantantes y bandas de Albania y de países vecinos, especialmente de Kosovo, Macedonia del Norte, Montenegro, entre otros. Kënga Magjike también ha sido el escenario de regresos de famosos cantantes albaneses residentes en otros países, así como de artistas que contribuyeron a la industria musical albanesa en el pasado. Las canciones de la competición han resultado en numerosos ocasiones éxitos comerciales en Albania. En comparación con sus principales competidores, Kënga Magjike presenta una mayor cantidad de música pop comercial, en contraste con los géneros principalmente alternativos y de rock que se presentaban en Top Fest de Top Channel, mientras que no es tan restrictivo como el Festivali I Këngës, que generalmente solo acepta vocalistas profesionales y predominan las baladas
El presentador Ardit Gjebrea anunció que la competición se pospondría en 2020 y regresaría en 2021.
Kënga Magjike tampoco se celebró en 2023.

## Sede
| Año  | Presentador(es) | Lugar                          | Director                     |
| ---- | --- | ------------------------------ | ---------------------------- |
| 1999 | Ardit Gjebrea | Palacio de Congresos de Tirana | Pali Kuke                    |
| 2000 | Ardit Gjebrea | Palacio de Congresos de Tirana | Pali Kuke                    |
| 2001 | Ardit Gjebrea & Natalia Estrada | Palacio de Congresos de Tirana | Pali Kuke                    |
| 2002 | Ardit Gjebrea & Natalia Estrada | Palacio de Congresos de Tirana | Vera Grabocka                |
| 2003 | Ardit Gjebrea & Brigitte Nielsen | Palacio de Congresos de Tirana | Vera Grabocka                |
| 2004 | Ardit Gjebrea | 1 Tetori Auditorium            | Vera Grabocka                |
| 2005 | Ardit Gjebrea & Denada Dajlani | Palacio de Congresos de Tirana | Agron Vulaj & Astrit Idrizi  |
| 2006 | Ardit Gjebrea | Palacio de Congresos de Tirana | Agron Vulaj & Astrit Idrizi  |
| 2007 | Ardit Gjebrea | Palacio de Congresos de Tirana | Agron Vulaj & Astrit Idrizi  |
| 2008 | Ardit Gjebrea, Artemisa Ozaj & Anis Brahimi | Palacio de Congresos de Tirana | Agron Vulaj & Astrit Idrizi  |
| 2009 | Ardit Gjebrea | Palacio de Congresos de Tirana | Agron Vulaj & Astrit Idrizi  |
| 2010 | Ardit Gjebrea | Palacio de Congresos de Tirana | Agron Vulaj & Astrit Idrizi  |
| 2011 | Ardit Gjebrea & Songül Öden | Palacio de Congresos de Tirana | Agron Vulaj & Astrit Idrizi  |
| 2012 | Ardit Gjebrea & Olta Gixhari&Armina Mevlani | Palacio de Congresos de Tirana | Pali Kuke & Gaetano Castelli |
| 2013 | Ardit Gjebrea & Ermal Mamaqi | Palacio de Congresos de Tirana | Pali Kuke & Gaetano Castelli |
| 2014 | Ardit Gjebrea y presentadores de MAD TV | Palacio de Congresos de Tirana | Pali Kuke & Gaetano Castelli |
| 2015 | Ardit Gjebrea & Almeda Abazi | Palacio de Congresos de Tirana | Pali Kuke & Gaetano Castelli |
| 2016 | Ardit Gjebrea y la princesa Elia de Albania | Palacio de Congresos de Tirana | Pali Kuke & Gaetano Castelli |
| 2017 | Ardit Gjebrea, Bes Kallaku, Erion Isai, Arjola Shehu & Nevina Shtilla                                                                                  | Palacio de Congresos de Tirana | Aldon Lipe                   |
| 2018 | Ardit Gjebrea, Elia, Crown Princess of Albania, Klaudia Pepa, Bora Zemani. Valbona Selimllari , Olta GixhariArmina Mevlani, Bes Kallaku , & Erion Isai | Palacio de Congresos de Tirana | Aldon Lipe                   |

## Ganadores
| Año  | Edición          | Artista(s)                      | Canción                                                             | Compositor                 | Letra                      |
| ---- | ---------------- | ------------------------------- | ------------------------------------------------------------------- | -------------------------- | -------------------------- |
| 1999 | Kenga Magjike 01 | Elsa Lila                       | "Vetëm një fjalë" (Un solo mundo)                                   | Alfred Kaçinari            | Jorgo Papingji             |
| 2000 | Kenga Magjike 02 | Irma Libohova & Eranda Libohova | "Një mijë ëndrra" (Mil sueños)                                      | Kristi                     | Irma Libohova              |
| 2001 | Kenga Magjike 03 | Rovena Dilo & Pirro Çako        | "Për një çast më ndali zemra" (Mi corazón se detuvo por un segundo) | Pirro Çako                 | Timo Flloko                |
| 2002 | Kenga Magjike 04 | Mira Konçi                      | "E pathëna fjalë" (Mundo desconocido)                               | Shpëtim Saraçi             | Pandi Laço                 |
| 2003 | Kenga Magjike 05 | Ema Bytyçi                      | "Ku je ti?" (¿Dónde estás?)                                         | Adrian Hila                | Adrian Hila                |
| 2004 | Kenga Magjike 06 | Irma Libohova                   | "Prapë tek ti do të vij" (Volveré a ti)                             | Irma Libohova              | Floran Kondi               |
| 2005 | Kenga Magjike 07 | Gentiana Ismajli                | "Nuk dua tjetër" (No necesito a nadie más)                          | Adrian Hila                | Adrian Hila                |
| 2006 | Kenga Magjike 08 | Armend Rexhepagiqi              | "Kur dashuria vdes" (Cuando muere el amor)                          | Armend Rexhepagiqi         | Aida Baraku                |
| 2007 | Kenga Magjike 09 | Aurela Gaçe                     | "Hape veten" (Ábrete)                                               | Flori Mumajesi             | Timo Flloko                |
| 2008 | Kenga Magjike 10 | Jonida Maliqi                   | "Njëri nga ata" (Uno de ellos)                                      | Kaliopi                    | Aida Baraku                |
| 2009 | Kenga Magjike 11 | Eliza Hoxha & Rosela Gjylbegu   | "Rruga e zemrës" (El camino del corazón)                            | Darko Dimitrov             | Eliza Hoxha                |
| 2010 | Kenga Magjike 12 | Juliana Pasha & Luiz Ejlli      | "Sa e shite zemren?" (¿Por cuanto vendiste tu corazón?)             | Pirro Çako                 | Pirro Çako                 |
| 2011 | Kenga Magjike 13 | Redon Makashi                   | "Më lër të Fle" (Déjame dormir)                                     | Redon Makashi              | Redon Makashi              |
| 2012 | Kenga Magjike 14 | Alban Skenderaj                 | "Rrefuzoj" (Me niego)                                               | Alban Skenderaj            | Alban Skenderaj            |
| 2013 | Kenga Magjike 15 | Besa Kokëdhima                  | "Tatuazh ne zëmer" (Tatuaje en el corazón)                          | Darko Dimitrov             | Alban Skenderaj            |
| 2014 | Kenga Magjike 16 | Aurela Gaçe & Mc Kresha         | "Pa kontroll" (Fuera de control)                                    | Adrian Hila                | Adrian Hila                |
| 2015 | Kenga Magjike 17 | Aurela Gaçe                     | "Akoma jo" (Aún no)                                                 | Adrian Hila                | Adrian Hila                |
| 2016 | Kenga Magjike 18 | Rozana Radi                     | "Ma thuaj ti" (Dímelo ya)                                           | Elgit doda                 | Rozana Radi                |
| 2017 | Kenga Magjike 19 | Anxhela Peristeri               | "E cmendur" (Loca)                                                  | Kledi Bahiti               | Olti Curri                 |
| 2018 | Kenga Magjike 20 | Flori Mumajesi                  | "Plas" (Estallando)                                                 | Flori Mumajesi             | Flori Mumajesi             |
| 2019 | Kenga Magjike 21 | Eneda Tarifa                    | "Ma zgjat dorën" (Extiendo mi mano)                                 | Flori Mumajesi             | Flori Mumajesi             |
| 2021 | Kenga Magjike 22 | Alban Ramosaj                   | "Thikat e mia" (Mis cuchillos)                                      | Alban Ramosaj & Bruno      | Alban Ramosaj & Bruno      |
| 2022 | Kenga Magjike 23 | Marsela Cibukaj                 | "I Paftuar" (No invitado)                                           | Alban Ramosaj              | Alban Ramosaj              |
| 2024 | Kenga Magjike 24 | Rozana Radi y Sany Dimitri      | "Akoma" (Aún)                                                       | Rozana Radi & Sany Dimitri | Rozana Radi y Sany Dimitri |

## Trivia
- La cantante con más victorias hasta el momento es Aurela Gaçe, habiendo ganado 3 ediciones, en el 2007, en el 2014 a duo con MC Kresha y en 2015, nuevamente en solitario.

- La segunda cantante que cuenta con más victorias es Irma Libohova que ganó el festival en el año 2000 a duo con su hermana Eranda Libohova y en el año 2004 en solitario.
- El compositor mas laureado en el Kënga Magjike es Adrián Hila, con cuatro de sus composiciones ganadoras en los años 2003, 2005, 2014 y 2015.

- En el 2003, el jurado estuvo integrado solo por mujeres, por primera vez en la historia de los festivales albanos.

- En el 2004, el concurso se llevó a cabo por primera vez en Kosovo. Se la conoce como la edición de 2004, a pesar de que fue celebrado en enero del 2005.

- En el 2009, los resultados de las votaciones revelaron que entre el primer lugar y el segundo lugar hubo una diferencia de solo 5 puntos. En ediciones previas la diferencia entre el primer y segundo lugar, era usualmente de 60 puntos o más.

- En el 2010 & 2011, el voto fue voto-directo, por lo que los votos de los partipitantes se mostraron abiertamente.

## Escándalos
- En el 2004, hubo una amenaza de bomba que demoro el concurso por una hora y media. Afortunadamente la amenaza resultó ser falsa y sólo trajo más atención al evento.
- En el 2010, Lindita Halimi, Nora Istrefi & Big D fueron descalificados por llegar tarde a los ensayos.